# Виноградовка (Ардатовский район)
Виногра́довка — сельский посёлок в Ардатовском районе Нижегогродской области, Стексовский сельсовет.

## Этимология
Название посёлок (тогда хутор) получил в 1925 году на сходе местных жителей, которые решили, что он находится в столь обильном и плодородном месте, в котором только винограда не хватает.

## История
Был основан в прошлом веке братьями Костиными, перешедшими туда из с. Кошелиха Дивеевского района. 

## Географическое положение
Посёлок Виноградовка находится на юго-западе Нижегородской области России, в 6 км к югу от автомобильной дороги Ардатов — Арзамас, с которым соединено просёлочной дорогой протяжённостью 6 км. Расстояние до Ардатова — 26 км. Село соединено просёлочными дорогами на северо-западе с селом Стёксово (расстояние 6 км), на юго-западе с посёлком Идеал (3 км), на юго-востоке с селом Онучино Дивеевского района (6 км). К западу и югу от посёлка имеется много перелесков, в 5 км к западу от него протекает река Иржа. Высота над уровнем моря около 173 метров.
Посёлок Виноградовка, как и вся Нижегородская область, находится в часовой зоне МСК (московское время). Смещение применяемого времени относительно UTC составляет +3:00.

## Административная принадлежность
Сельский посёлок Виноградовка входит в состав Стёксовского сельсовета Ардатовского муниципального округа Нижегородской области Российской Федерации.

## Климат
Посёлок находится в зоне умеренно-континентального климата, который характеризуется холодной продолжительной зимой и тёплым, но достаточно коротким летом. За год выпадает в среднем 450—550 мм осадков, из них 68 % — в виде дождя и 32 % — в виде снега. Среднегодовая относительная влажность воздуха — 76 %. Снежный покров достигает 50 см, а в особо снежные зимы может достигать одного метра и более.
Весна приходит резко, обычно к середине апреля, при этом вплоть до середины мая нередки заморозки. Лето сравнительно короткое и достаточно жаркое — в отдельные годы температура может достигать 36 °C. Шапка лета приходится на июль. В конце весны и лета нередки грозы — их может случаться до 20 за год, почти каждый год выпадает град. Осень приходит в сентябре и стоит до начала ноября, но уже в сентябре нередки заморозки. Зима наступает в начале ноября и продолжается до середины марта. Обычно первый снег выпадает в октябре и держится в течение пяти месяцев, сходит к 10—15 апреля. Почва промерзает на глубину 70—90 см.
Вегетационный период составляет 189 дней, продолжительность безморозного периода — 137 дней.

## Население
| Численность населения | Численность населения | Численность населения | Численность населения | Численность населения | Численность населения |
| 1978                  | 1992                  | 1999                  | 2002                  | 2010                  | 2021                  |
| --------------------- | --------------------- | --------------------- | --------------------- | --------------------- | --------------------- |
| 81                    | ↘13                   | ↘10                   | ↘8                    | ↗11                   | ↘2                    |

## Инфраструктура
В посёлке единственная улица Лесная.